# Condado de Sumter (Alabama)
O Condado de Sumter é um dos 67 condados do estado norte-americano do Alabama. De acordo com o censo de 2022, sua população é de 11.853 habitantes. A sede do condado e sua maior cidade é Livingston. O condado foi fundado em 1866 e recebeu o seu nome em homenagem a Thomas Sumter (1734–1832), herói da Revolução Americana de 1776 e membro do Congresso dos Estados Unidos.

## História
O condado foi estabelecido em 18 de dezembro de 1832. Entre 1792 e 1832, a região do condado pertenceu à nação Choctaw; em 1830, os choctaws cederam as terras ao governo americano, pelo Tratado de Dancing Rabbit Creek. Os primeiros colonos foram franceses que saíram de Mobile rumo ao norte. Eles construíram e assentaram o Forte Tombecbee, próximo à atual Epes.

## Geografia
De acordo com o censo, sua área total é de 2360 km², destes sendo 2340 km² de terra e 20 km² de água. É atravessado pelo rio Noxubee e tem suas fronteiras ao leste definidas pelo rio Tombigbee.

### Condados adjacentes
- Condado de Pickens, norte
- Condado de Greene, nordeste
- Condado de Marengo, sudeste
- Condado de Choctaw, sul
- Condado de Lauderdale (Mississippi), sudoeste
- Condado de Kemper (Mississippi), oeste
- Condado de Noxubee (Mississippi), noroeste

## Transportes

### Principais rodovias
- Interstate 20
- Interstate 59
- U.S. Route 11
- U.S. Route 80
- State Route 17
- State Route 28
- State Route 39
- State Route 116

## Demografia
De acordo com o censo de 2022:
- População total: 11.853
- Densidade: 5 hab/km²
- Residências: 6360
- Famílias: 4808
- Composição da população:
  - Brancos: 26,2%
  - Negros: 70,9%
  - Nativos americanos e do Alaska: 0,2%
  - Asiáticos: 1,7%
  - Duas ou mais raças: 1%
  - Hispânicos ou latinos: 1,4%

## Comunidades

### Cidades
- Livingston (sede)
- York

### Vilas
- Cuba
- Emelle
- Epes
- Gainesville
- Geiger

### Áreas censitárias
- Bellamy
- Panola

### Comunidades não-incorporadas
- Belmont
- Coatopa
- Intercourse
- Sumterville
- Ward
- Warsaw

## Pessoas notáveis
- Carol Forman, atriz
- Ruby Pickens Tartt, escritora e folclorista
- Vera Hall, cantora de blues